# Route der Industriekultur – Dortmund: Dreiklang Kohle, Stahl und Bier
Dortmund: Dreiklang Kohle, Stahl und Bier ist der Name der Themenroute 6 der Route der Industriekultur.
Die Themenroute umfasst vier einzelne Touren, die sowohl einzeln als auch in Abstechern mit verschiedenen Verkehrsmitteln (Auto, ÖPNV, Fahrrad) besucht werden können. Ausgangspunkt aller Touren ist Dortmund. 
2011 überarbeitete der Regionalverband Ruhr die Route, die Veränderungen sind kursiv gekennzeichnet. 

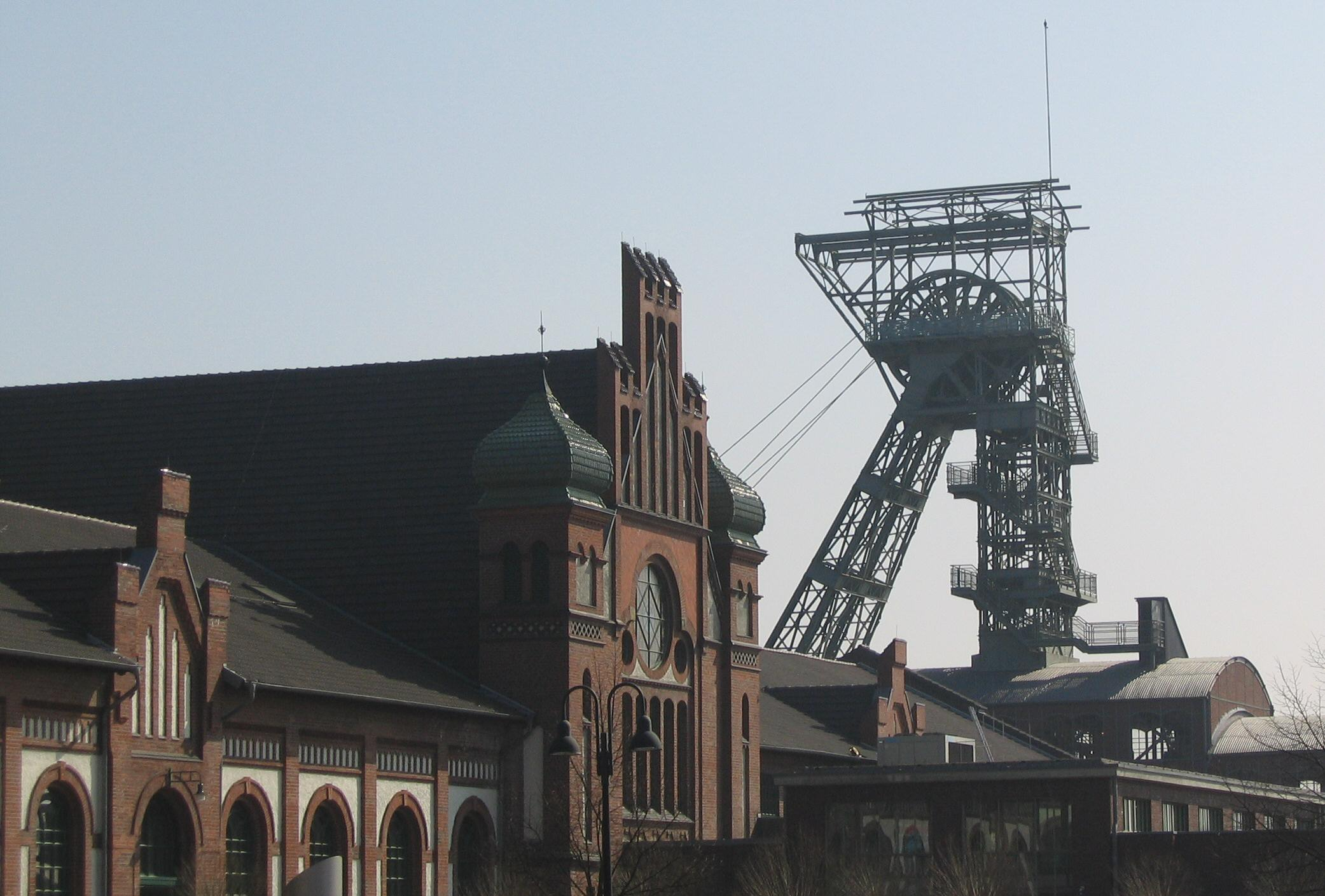
Förderturm Zeche Zollern II/IV

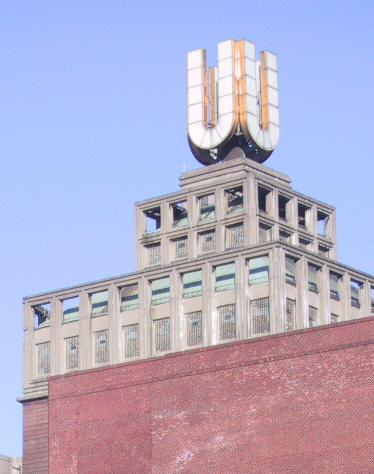
Dortmunder U

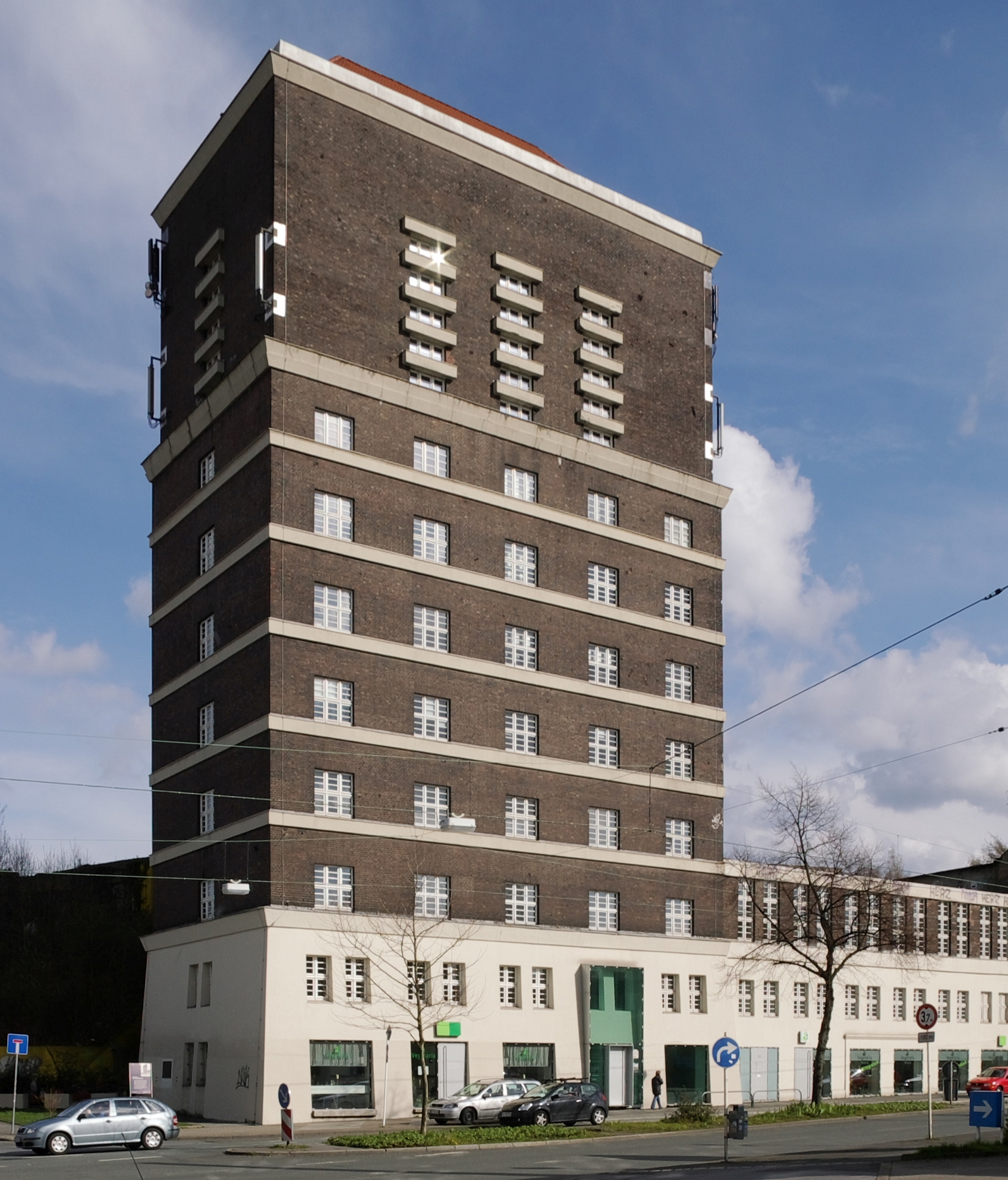
Wasserturm des Dortmunder Südbahnhofs

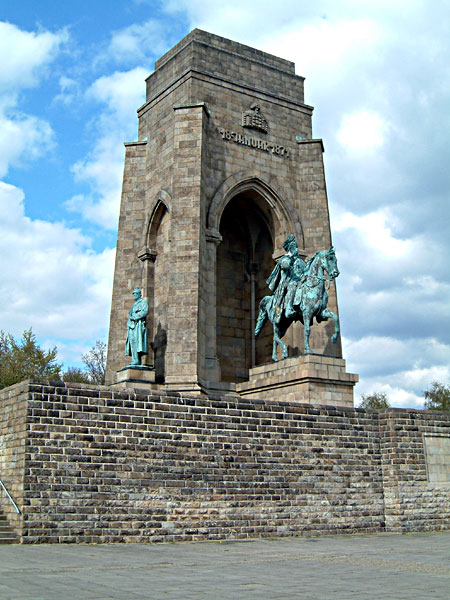
Kaiser Wilhelm-Denkmal an der Dortmunder Hohensyburg

## Tour 1: Stätten der Bergbaugeschichte im Norden Dortmunds
- Zeche Zollern II/IV
- Kolonie Landwehr
- Zeche Westhausen
- Zeche Adolf von Hansemann
- Kokerei Hansa
- Nahverkehrsmuseum Dortmund
- Zeche Hansa
- Bahnhof Huckarde Nord
- Zeche Minister Stein / Neue Evinger Mitte (Anfang 2013 aus dieser Route gestrichen)
- Alte Kolonie Eving mit Wohlfahrtsgebäude
- Zeche Gneisenau
- Müsersiedlung der Zeche Gneisenau
- Luftschacht Rote Fuhr
- Wasserturm Lanstroper Ei
- Bergbau-Beamtensiedlung Neu-Asseln

## Tour 2: Zweimal "Union", Dorstfeld und Westfalenpark
- Museum für Kunst und Kulturgeschichte
- Dortberghaus
- Dortmunder U
- Kaserne der Paulinenhütte
- Verwaltungsgebäude Union
- Denkmal zum Außenlager Dortmunder Union des KZ Buchenwald
- Siedlung Oberdorstfeld
- DASA – Arbeitswelt Ausstellung
- Westfalenhallen
- Ehemaliger Volkspark: Westfalenstadion, Stadion Rote Erde, Volksbad (Strobelallee)
- Fernsehturm Florian

## Tour 3: Ostparkviertel, Nordstadt und Dortmunder Hafen

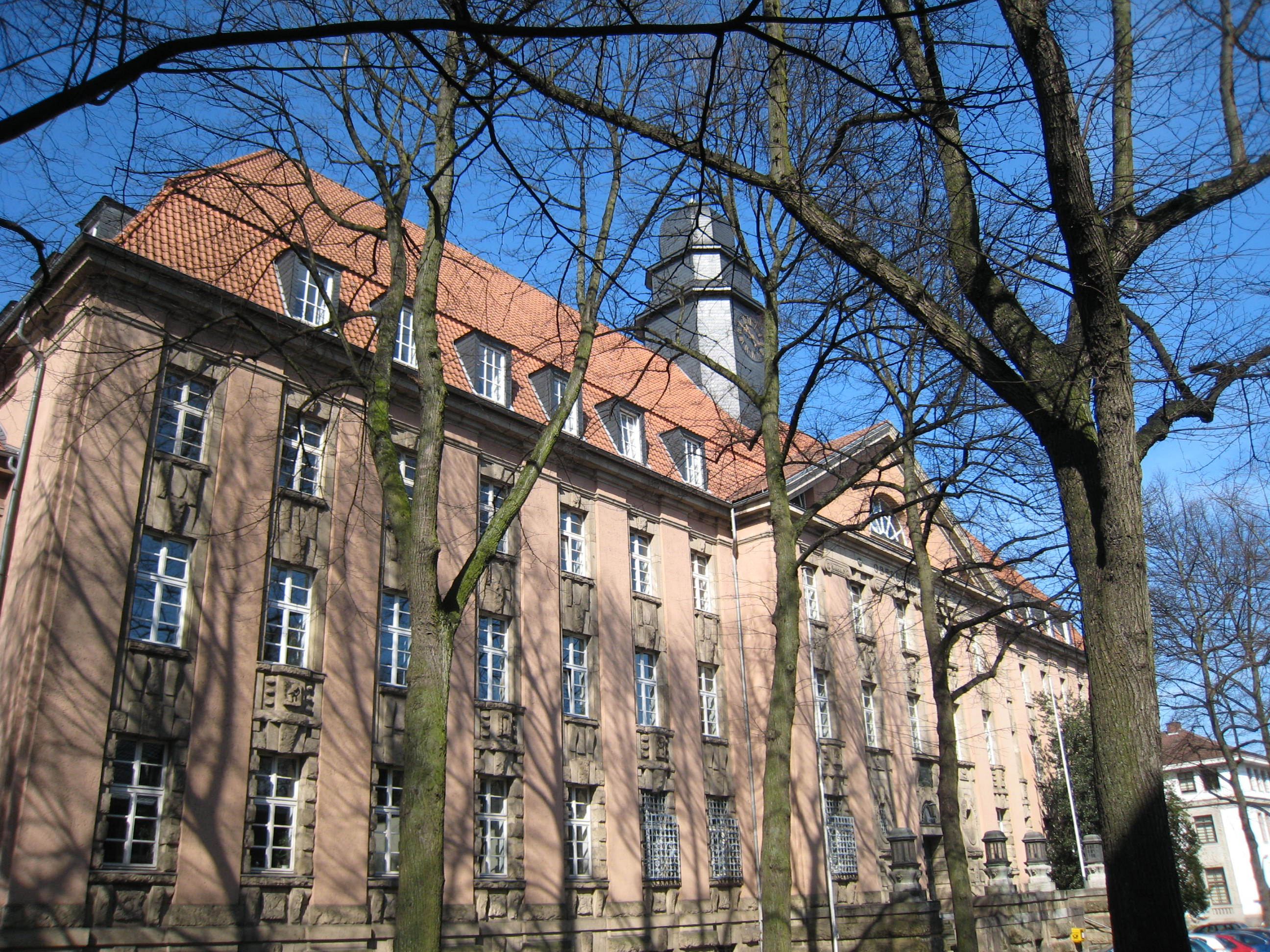
Landesoberbergamt Dortmund

- Wasserturm des Dortmunder Südbahnhofs
- Unternehmervillen im Ostparkviertel
- Landesoberbergamt Dortmund
- Ostfriedhof
- Hauptfriedhof
- Dortmund Betriebsbahnhof
- Kraftwerk Dortmund (seit 2011 nicht mehr aufgeführt)
- Borsigplatz
- Westfalenhütte
- Hoesch-Museum
- Hoeschpark
- Weichenbauhalle der ehemaligen Maschinenfabrik Deutschland
- Dortmunder Actien-Brauerei
- Brauereimuseum Dortmund
- Museum für Naturkunde
- Fredenbaumpark
- Depot Immermannstraße
- Altes Hafenamt Dortmund
- Brückenensemble Unionstraße
- Mahn- und Gedenkstätte Steinwache

## Tour 4: Zu den Anfängen von Bergbau und Eisenindustrie:Hörde und der Dortmunder Süden
- Hörder Burg
- Phoenix-See (2011 neu aufgenommen)
- Hochofenwerk Phoenix West
- Hohensyburg
- Syburger Bergbauweg